# Ereignishorizont
Ein Ereignishorizont ist eine Grenzfläche in einer Raumzeit, die durch die allgemeine Relativitätstheorie beschrieben wird. Ein Ereignishorizont trennt die Raumzeit so in unterschiedliche Bereiche auf, dass physikalische Ereignisse des einen Bereiches für Beobachter in einem anderen Bereich messtechnisch nicht mehr zugänglich sind. Ereignisse sind dabei einzelne Punkte in dieser Raumzeit, die durch die Angabe von Ort und Zeit festgelegt werden. Der Ereignishorizont bildet also eine Grenze für Informationen und kausale Zusammenhänge, die sich insbesondere durch eine begrenzte Lichtgeschwindigkeit ergeben.
In der Astronomie sind unterschiedliche Formen von Ereignishorizonten bekannt. So wird neben dem Ereignishorizont eines Schwarzen Loches in der Kosmologie ein weiterer Ereignishorizont betrachtet, um den Begriff des beobachtbaren Universums zu erklären. In diesem Artikel sollen vor allem die Ereignishorizonte von Schwarzen Löchern vorgestellt werden.
Für jede Masse ab der Planckmasse (2,176 · 10−8 kg) gibt es einen Schwarzschild-Radius. Wenn ein Objekt auf ein Kugelvolumen mit einem kleineren Radius als seinem Schwarzschild-Radius komprimiert wird, so wird es ein Schwarzes Loch. Masseärmere Objekte haben eine zu große Ortsunschärfe und können deshalb nicht ausreichend komprimiert werden. Zum Beispiel liegt die Ortsunschärfe eines viel masseärmeren Protons bei etwa 10−15 m, während der Ereignishorizont bei 10−54 m läge.
Form und Größe des Ereignishorizontes hängen nur von der Masse, dem Drehimpuls und der Ladung des Schwarzen Lochs in seinem Innern ab. Bei statischen Schwarzen Löchern ist der Ereignishorizont eine kugelsymmetrische Fläche, deren Radius Schwarzschild-Radius genannt wird. Bei allen anderen Schwarzen Löchern ist die Raumzeit nur rotationssymmetrisch.

## Einführung

Äußere Schwarzschildlösung (Flammsches Paraboloid)

Das innere und äußere Gravitationsfeld eines homogenen, nicht geladenen und nicht rotierenden Körpers mit Masse wird durch die Schwarzschild-Metrik beschrieben. Das ist eine spezielle Lösung der einsteinschen Feldgleichungen. Wenn ein solches Objekt größer als sein Schwarzschild-Radius ist, bildet sich noch kein Ereignishorizont. Die Lösung der einsteinschen Feldgleichungen, die das innere Gravitationsfeld des Körpers beschreibt, enthält auch keine physikalische Singularität. Erst wenn das Objekt kleiner als sein Schwarzschild-Radius wird, müssen die physikalischen Effekte eines Ereignishorizontes berücksichtigt werden; es wird dann auch Schwarzes Loch genannt. Im Falle von nicht rotierenden und elektrisch nicht geladenen Schwarzen Löchern hat der Ereignishorizont die Form einer Kugeloberfläche. Der Radius dieser Kugelfläche wird Schwarzschild-Radius genannt.
Die Schwarzschild-Metrik ist eine Vakuumlösung der einsteinschen Feldgleichungen. Das bedeutet, dass weder die skalare Krümmung noch der Ricci-Tensor der gesamten Raumzeit von null verschieden sind. Das impliziert, dass die skalare Krümmung am Ereignishorizont auch gleich null ist. Ein Krümmungsmaß, das am Ereignishorizont nicht verschwindet, ist der Kretschmann-Skalar
{\displaystyle R^{\alpha \beta \gamma \delta }R_{\alpha \beta \gamma \delta }={\frac {12{r_{\mathrm {S} }}^{2}}{r^{6}}}={\frac {48G^{2}M^{2}}{c^{4}r^{6}}},}
der am Ereignishorizont den Wert {\displaystyle {12}/{r_{\mathrm {S} }^{4}}} annimmt, wobei {\displaystyle c} die Lichtgeschwindigkeit, {\displaystyle G} die Gravitationskonstante, {\displaystyle M} die Masse und {\displaystyle r_{\mathrm {S} }} der Schwarzschild-Radius des Schwarzen Loches sind.
Im Fernfeld gilt das klassische Gravitationsgesetz weiterhin als Näherung. Diese Näherung führt jedoch zu immer größeren Abweichungen, je mehr man sich dem Ereignishorizont annähert. In unmittelbarer Nähe des Ereignishorizonts muss dann schließlich die Schwarzschild-Metrik benutzt werden.

## Geschichte
John Michell war der Erste, der sich mit der Frage auseinandersetzte, wie groß die Anziehungskraft eines Himmelskörpers sein muss, damit Licht nicht mehr von seiner Oberfläche entweichen kann. Unter Benutzung der Newtonschen Gravitationstheorie und der Korpuskeltheorie fand er 1783 eine Beziehung zwischen dem Radius und der Masse eines Himmelskörpers, bei dem dieser Effekt auftritt. Diesen Radius hat Karl Schwarzschild 1916 in einer allgemeinrelativistischen Rechnung wiedergefunden, daher wurde er ihm zu Ehren als Schwarzschild-Radius bezeichnet.

## Eigenschaften des Ereignishorizonts

### Gravitative Rotverschiebung
Die Frequenz eines Photons, das aus einem Gravitationsfeld zu einem entfernten Beobachter gelangt, wird zum roten (energiearmen) Teil des Lichtspektrums verschoben, da dem Photon die entsprechende potentielle Energie verloren geht. Diese Rotverschiebung ist umso größer, je näher sich die Lichtquelle am Schwarzen Loch befindet. Am Ereignishorizont wird die Rotverschiebung unendlich groß.

### Einfallzeit für einen außenstehenden Beobachter
Für einen außenstehenden Beobachter, der aus sicherer Entfernung zusieht, wie ein Teilchen auf ein Schwarzes Loch zufällt, hat es den Anschein, als würde es sich asymptotisch dem Ereignishorizont annähern. Das bedeutet, dass er niemals sieht, wie es den Ereignishorizont erreicht, da aus seiner Sicht dazu unendlich viel Zeit benötigt wird. Das gilt nicht für makroskopische Objekte, die selbst die Raumzeit verformen. Insbesondere lassen sich Supernovae beobachten.

### Einfallzeit für einen frei fallenden Beobachter
Für einen Beobachter, der sich im freien Fall auf das Schwarze Loch zubewegt, ist dies freilich anders. Dieser Beobachter erreicht den Ereignishorizont in endlicher Zeit. Der scheinbare Widerspruch zu dem vorherigen Ergebnis rührt daher, dass beide Betrachtungen in verschiedenen Bezugssystemen durchgeführt werden. Ein Objekt, das den Ereignishorizont erreicht hat, fällt (vom Objekt selbst aus betrachtet) in endlicher Zeit in die zentrale Singularität.

### Geometrische Eigenschaften
Der Ereignishorizont eines Schwarzen Lochs stellt eine lichtartige Fläche dar. Geometrisch gesprochen handelt es sich um die Menge aller radial auslaufenden Lichtstrahlen, die dem Schwarzen Loch gerade nicht entkommen können und die gerade nicht ins Schwarze Loch fallen, d. h. die bei konstanter Radialkoordinate eingefroren zu sein scheinen. Demzufolge ist es für einen massebehafteten Körper unmöglich, am Ereignishorizont zu verweilen. Er muss den Ereignishorizont in Richtung einer kleiner werdenden Radialkoordinate verlassen.
Der Ereignishorizont ist keine gegenständliche Grenze. Ein frei fallender Beobachter könnte daher nicht direkt feststellen, wann er den Ereignishorizont passiert.

## Nichtrotierende, ungeladene Schwarze Löcher
Bei nichtrotierenden und ungeladenen Schwarzen Löchern gilt die Schwarzschild-Metrik. Der Ereignishorizont wird durch den Schwarzschild-Radius beschrieben. Dabei ist zu beachten, dass der Radius des Ereignishorizonts gemäß allgemeiner Relativitätstheorie nicht den Abstand vom Mittelpunkt angibt, sondern über die Oberfläche von Kugeln definiert ist. Ein kugelsymmetrischer Ereignishorizont mit Radius {\displaystyle r_{\mathrm {H} }} hat dieselbe Fläche wie eine Sphäre gleichen Radius im euklidischen Raum, nämlich {\displaystyle A=4\pi r_{\mathrm {H} }^{2}}. Aufgrund der Raumzeitkrümmung sind die radialen Abstände im Gravitationsfeld vergrößert.

### Schwarzschild-Radius
Der Schwarzschild-Radius {\displaystyle r_{\mathrm {S} }} eines Körpers der Masse {\displaystyle M} ist gegeben durch:
{\displaystyle r_{\mathrm {S} }={\frac {2GM}{c^{2}}}=M\cdot 1{,}485\cdot 10^{-27}{\frac {\mathrm {m} }{\mathrm {kg} }}}
Häufig wird die Masse von Objekten in der Astronomie in Sonnenmassen angegeben, mit {\displaystyle \mathrm {M_{\odot }} =1{,}988\cdot 10^{30}\,\mathrm {kg} \approx 2\cdot 10^{30}\,\mathrm {kg} }. Für den Schwarzschild-Radius {\displaystyle r_{\mathrm {S,\odot } }} der Sonne ergibt sich damit:
{\displaystyle r_{\mathrm {S,\odot } }=2952\ \mathrm {m} \approx 3\ \mathrm {km} }
oder allgemein:
{\displaystyle r_{\mathrm {S} }={\frac {M}{\mathrm {M_{\odot }\!\!} }}\cdot 2952\ \mathrm {m} } .
Für die Masse der Erde beträgt der Schwarzschild-Radius 9 mm.
Das Schwarzschild-Volumen beträgt
{\displaystyle V_{\mathrm {S} }={\frac {4}{3}}\pi r_{\mathrm {S} }^{3}={\frac {4}{3}}\pi {\frac {8G^{3}M^{3}}{c^{6}}},}
womit sich eine kritische Dichte durch
{\displaystyle \rho _{c}={\frac {M}{V}}={\frac {M}{{\frac {4}{3}}\pi {\frac {8G^{3}M^{3}}{c^{6}}}}}={\frac {3c^{6}}{32\pi G^{3}M^{2}}}}
definieren lässt. Sobald ein Körper diese Dichte überschreitet, entsteht ein Schwarzes Loch. Man beachte, dass die kritische Dichte mit zunehmender Masse abnimmt.
| Objekt                                                   | Masse           | Schwarzschild- Radius    | Volumen      | Dichte                                  |
| -------------------------------------------------------- | --------------- | ------------------------ | ------------ | --------------------------------------- |
| Deimos-Masse (Schwarzschild-Radius ~1500 Protonenradien) | 1,8 · 1015 kg   | 2,6 pm                   |              |                                         |
| Mondmasse (1/81 Erdmasse)                                | 7,346 · 1022 kg | 0,109 mm                 | 0,005 43 mm3 |                                         |
| Erdmasse                                                 | 5,969 · 1024 kg | 8,86 mm                  | 2,917 cm3    | 2,046 · 1030 kg/m3                      |
| Sonnenmasse (333.000 Erdmassen)                          | 1,988 · 1030 kg | 2952 m                   | 107,8 km3    | 1,845 · 1019 kg/m3                      |
| Sagittarius A* (4,3 Mio. Sonnenmassen)                   | 8,5 · 1036 kg   | 12,7 Mio. km 0,085 AE    |              | 106 kg/m3 51-fache Dichte von Gold      |
| Masse der Milchstraße (2 Bill. Sonnenmassen)             | ~4 · 1042 kg    | ~6,4 Bill. km ~40.000 AE |              | ~4,5 mg/m3 Dichte von H2 bei 300 K/5 Pa |
| Radius des beobachtbaren Universums                      | 2,97 · 1053 kg  | 46,6 Mrd. Lj.            |              |                                         |

## Rotierende Schwarze Löcher
Für Schwarze Löcher mit einem Drehimpuls ergibt sich aus der Kerr-Metrik, dass der Ereignishorizont eine Rotationssymmetrie aufweist. Der Ereignishorizont wird in Boyer-Lindquist-Koordinaten auch durch den Radius
{\displaystyle r_{\mathrm {H} }:={\frac {GM}{c^{2}}}+{\sqrt {\left({\frac {GM}{c^{2}}}\right)^{\!2}-a^{2}}}}
beschrieben, mit dem Kerr-Parameter {\displaystyle a:={\frac {J}{Mc}}} und dem Drehimpuls {\displaystyle J}. Die Geometrie des Ereignishorizontes hängt damit vom Drehimpuls und der Masse des Schwarzen Loches ab.
Es gibt zwei Spezialfälle. Für ein nicht-rotierendes Schwarzes Loch mit {\displaystyle a=0} gilt
{\displaystyle r_{\mathrm {H} }={\frac {2GM}{c^{2}}}}
und ist somit identisch mit dem Schwarzschild-Radius. Für ein maximal schnell rotierendes Schwarzes Loch mit {\displaystyle a\to GM/c^{2}} gilt
{\displaystyle r_{\mathrm {H} }={\frac {GM}{c^{2}}}.}
Diese Größe wird auch Gravitationsradius {\displaystyle r_{\mathrm {G} }} genannt. In kartesischen Hintergrundkoordinaten beträgt der Radius bei maximaler Rotation {\displaystyle {\bar {r}}={\sqrt {2}}\ r_{\mathrm {s} }},
Der axiale Gyrationsradius beträgt
{\displaystyle {\bar {R}}_{\phi }=U_{\phi }/(2\pi )={\sqrt {|g_{\phi \phi }|}}={\frac {2GM}{c^{2}}}}.
Der poloidiale Gyrationsradius beträgt
{\displaystyle {\bar {R}}_{\theta }={\sqrt {|g_{\theta \theta }|}}={\sqrt {a^{2}\cos ^{2}\theta +r^{2}}}}
Die Oberfläche des Ereignishorizonts bei maximaler Rotation ist damit
{\displaystyle A_{\mathrm {H} }=\int _{0}^{\pi }2\pi \ {\bar {R}}_{\phi }\ {\bar {R}}_{\theta }\,\mathrm {d} \theta =4\pi \ (r^{2}+a^{2})=8\pi \ G^{2}M^{2}/c^{4}}
und nicht, wie man annehmen könnte, {\displaystyle 4\pi \ r_{\text{H}}^{2}}.
Der Gravitationsradius wird oft auch als Längeneinheit bei der Beschreibung der Umgebung eines Schwarzen Lochs benutzt.
Um den Ereignishorizont des rotierenden Schwarzen Loches befindet sich zusätzlich die Ergosphäre, in der die Raumzeit selbst in zunehmendem Maße an der Rotation des Schwarzen Loches teilnimmt. Materie, Licht, Magnetfelder etc. müssen innerhalb der Ergosphäre grundsätzlich mit dem Schwarzen Loch mitrotieren. Da Ladungen in der Ergosphäre ein starkes Magnetfeld induzieren, können die beobachteten Jets und deren Synchrotronstrahlung bei aktiven Galaxienkernen damit erklärt werden.